# Darszyce
Darszyce [darˈʂɨt͡sɛ] (tiếng Đức: Buchwald) là một ngôi làng thuộc khu hành chính của Gmina Płoty, thuộc quận Gryfice, West Pomeranian Voivodeship, ở phía tây bắc Ba Lan.
Nó nằm khoảng 15 kilômét (9 mi) phía đông bắc Płoty, 17 km (11 mi) ở phía đông Gryfice và 78 km (48 mi) về phía đông bắc của thủ đô khu vực Szczecin.